# Duguetia sessilis
Duguetia sessilis é uma espécie de magnólia. Isso foi descrito pela primeira vez por Vell. , e recebeu o nome exato de Paulus Johannes Maria Maas .  Duguetia sessilis pertence ao gênero Duguetia, e à família Annonaceae.